# Gerhard Rehm (Musiker)
Gerhard Rehm (* 6. Januar 1926 in Tübingen; † 18. August 2004 in Burgund, Frankreich) war ein deutscher Kirchenmusiker, Komponist, Chorleiter und Orgelsachverständiger. Er war Mitverfasser des Nachschlagewerks Orgeln in Württemberg, das zu den Klassikern der deutschsprachigen Orgelfachliteratur zählt.

## Leben und Werk
Gerhard Rehm wurde 1926 in Tübingen geboren. Er studierte an der Staatlichen Hochschule für Musik und Darstellende Kunst in Stuttgart das Fach Flöte bei Hans Ulrich Niggemann und Evangelische Kirchenmusik bei Johann Nepomuk David, Karl Gerok, Hans Grischkat und Hans-Arnold Metzger. Sein Studium schloss er mit der A-Prüfung und dem Konzertexamen als Querflötist ab.
Im Jahr 1951 trat er die Nachfolge seines erkrankten Vaters Hermann Rehm als Bezirkskantor, Organist und Chorleiter in Balingen an. Das Repertoire der Balinger Kantorei umfasste ein weites Spektrum von frühester Chormusik bis zu Uraufführungen zeitgenössischer Werke und erfasste auch Randbereiche der herkömmlichen Oratorienliteratur. Unter Rehms Leitung wurde in Balingen erstmals Anton Bruckners f-moll-Messe aufgeführt.
In Balingen fanden unter seiner Leitung C-Kurse zur Ausbildung nebenamtlicher Kirchenmusiker statt.
Seine Ernennung zum Kirchenmusikdirektor erfolgte im Jahr 1967.
Der Oberkirchenrat der Evangelischen Landeskirche in Württemberg bestellte Rehm 1971 zum Orgelsachverständigen, damals offiziell noch als „Orgelpfleger“ bezeichnet. Dieses Amt übte er jahrzehntelang aus. Zunächst war er für die Kirchenbezirke Balingen, Münsingen und Tuttlingen zuständig, später kamen Reutlingen, Sulz am Neckar und Tübingen hinzu.
Im Verbandsrat des Württembergischen Verbands für evangelische Kirchenmusik war Rehm jahrelang in hervorgehobener Stellung tätig.
Bekannt wurde Rehm auch mit seinem Balinger Barockensemble, das er managte und in dem er als Querflötist mitwirkte.
Mit dem „Freundeskreis für gute Musik“ rief Rehm eine Konzertreihe ins Leben, in deren Rahmen international bekannte Künstler in Balingen auftraten, darunter der österreichische Pianist Jörg Demus, der Schweizer Flötist Aurèle Nicolet und der Oboist Heinz Holliger oder der französische Trompeter Maurice André. Früh wurden auch Künstler aus der DDR eingeladen, woraus Freundschaften entstanden, wie etwa mit dem Trompeter Ludwig Güttler.
Jahrzehntelang leitete Rehm den Balinger Sängerbund. Gemeinsam mit seiner Ehefrau Rose (geb. Schaible) organisierte er für die Balinger Orgelfreunde fast 50 Jahre lang Orgel-Reisen zu internationalen Zielen. Zudem war er Gründungs- und Vorstandsmitglied des Balinger Bürgervereins.
Rehm zählte seit dem Projektstart Anfang der 1980er Jahre zu dem Fachautorenteam um den Musikwissenschaftler Helmut Völkl, zu dessen Werk Orgeln in Württemberg er 51 Texte über einzelne Orgeln beitrug. Das Buch zählt zu den Klassikern der Orgelfachliteratur und ist weltweit in Bibliotheken zu finden.
Am 16. Januar 1986 wurde Rehm mit dem Bundesverdienstkreuz am Bande geehrt. Im Jahr 1991 wurde er in den Ruhestand versetzt.
Gerhard Rehm wurde 78 Jahre alt. Er starb am 18. August 2004 während eines Urlaubsaufenthaltes in Frankreich. Bei einem Gedenkkonzert am 29. Dezember 2004 in der Stadtkirche Balingen hielt sein ehemaliger Schüler, der Erlanger Professor und Universitätsmusikdirektor Konrad Klek, einen Nachruf auf den Verstorbenen.

## Ehrungen
- 1986: Bundesverdienstkreuz am Bande

## Veröffentlichungen (Auswahl)
- mit Helmut Völkl, Wolfram Rehfeldt, Eugen Gröner: Orgeln in Württemberg. Hänssler, Neuhausen a. d. Fildern 1986, ISBN 3-923053-36-3.